# Joan Llaverias
Joan Llaverias Labró (Villanueva y Geltrú, 1865 - Lloret de Mar, 18 de noviembre de 1938) fue un dibujante, pintor y miembro fundador del Círculo Artístico de San Lucas.

## Biografía
Se formó en pleno periodo modernista como ilustrador y pintor. Como ilustrador, empezó a colaborar en revistas como Lecturas e Hispania; como pintor, en 1896 abandonó la pintura al óleo por la acuarela, técnica que contribuyó a recuperar en Cataluña. La actividad que lo hizo más popular, fue la de dibujante humorístico e ilustrador.
Aficionado a navegar con una barca de vela el litoral catalán, se le considera el descubridor pictórico de la Costa Brava. También se dedicó a la actividad docente para complementar los escasos ingresos como dibujante, y entre sus alumnos destacan Lola Anglada, Josep de Togores y Valentí Castanys.
Colaboró en revistas satíricas, principalmente ¡Cu-Cut!!, y en revistas para niños como En Patufet, donde se destacó como ilustrador de animales.
Buena parte de la obra existente de Llaverias está en manos del Ayuntamiento de Lloret de Mar, pueblo donde pasó los veranos y los últimos días de su vida. En Cataluña se pueden encontrar obras de este artista en la Biblioteca Museo Víctor Balaguer, obras como La porta de Sant  Pau (Vista d'un port), Marina, Cala d'en Trons o el retrato de Manuel de Cabanyes.